# 氷の上に立つように
「氷の上に立つように」（こおりのうえにたつように）は、小松未歩の6枚目のシングル。1998年10月14日にAmemura O-town Record/Spoonfulより発売された。

## 背景
表題曲は、テレビアニメ『名探偵コナン』のエンディングテーマとして、1998年7月13日から1999年1月18日までの間、計23話でオンエアされた。

## 記録
オリコン最高位5位にチャートインし、自身3番目の売り上げ枚数を記録している。
日本レコード協会より、1998年10月度ゴールドディスク（旧基準）に月次認定。なお、前月にも5thシングル「チャンス」がゴールドディスク（旧基準）に月次認定されている。
累計売上枚数20万枚。

## 収録曲
| 全作詞・作曲: 小松未歩、全編曲: 古井弘人。 |                                          |          |            |      |
| #                                          | タイトル                                 | 作詞     | 作曲・編曲 | 時間 |
| 1.                                         | 「氷の上に立つように」                   | 小松未歩 | 小松未歩   | 3:52 |
| 2.                                         | 「One Side Love」                        | 小松未歩 | 小松未歩   | 4:44 |
| 3.                                         | 「氷の上に立つように」(original karaoke) | 小松未歩 | 小松未歩   | 3:51 |
| 4.                                         | 「One Side Love」(original karaoke)      | 小松未歩 | 小松未歩   | 4:44 |
| 合計時間:                                  | 合計時間:                                | 17:11    |            |      |

## タイアップ
- 読売テレビ制作・日本テレビ系列テレビアニメ『名探偵コナン』エンディングテーマ (#1)

## 収録アルバム
- 『小松未歩 2nd〜未来〜』(#1) ※アニメオンエアバージョン同様、イントロがアコースティックギターから始まるなど、アレンジが変更されている。
- 『THE BEST OF DETECTIVE CONAN 〜名探偵コナン テーマ曲集〜』(#1)
- 『lyrics』(#2)
- 『小松未歩ベスト〜once more〜』(#1)

### リミックス
- 『WONDERFUL WORLD 〜SINGLE REMIXES & MORE〜』(#1) ※『氷の上に立つように <night clubbers mix>』（編曲：night clubbers）

## 他アーティストによるカバー
コンサートでの歌唱や動画共有サービスへの投稿のみのものは割愛。
| アーティスト | 収録先                    | 備考                                                                 |
| ------------ | ------------------------- | -------------------------------------------------------------------- |
| 牧野由依     | 新・百歌声爛 -女性声優編- | 「氷の上に立つように」を含むアニメソング10曲をメドレー形式でカバー。 |